# Paraty
Paraty je město ve státě Rio de Janeiro, na úpatí pohoří Serra da Bocaina na pobřeží Atlantského oceánu. Je vzdáleno cca 260 km jihozápadně od města Rio de Janeiro. Rozloha municipality přesahuje 900 km², žije zde přibližně 37 000 osob. Patří k nejzachovalejším historickým přístavním městům v Brazílii. V pozdním 17. století bylo Paraty konečným bodem cesty Caminho do Ouro, po které putovalo zlato z vnitrozemí a bylo odesíláno loděmi do Evropy. Zároveň sloužilo jako vstupní bod pro nářadí a africké otroky, dovážené k práci v dolech. Historické centrum Paraty si zachovalo svůj urbanistický plán z 18. století a velkou část své koloniální architektury z 18. a počátku 19. století.
Okolí města má hornatý charakter, nachází se zde řada chráněných území (národní park Serra da Bocaina, státní park Ilha Grande, biologická rezervace Praia do Sul, chráněné území Cairuçu). Porosty Atlanského lesa oplývají vysokou biodiverzitou - žijí zde živočišné druhy jako např. pekari bělobradý, kuandu oranžový, kosman ušatý, vřešťan hnědý, chápan pavoučí.
V roce 2019 bylo historické centrum města a okolní chráněná území zapsány na seznam světového dědictví UNESCO.

## Fotogalerie

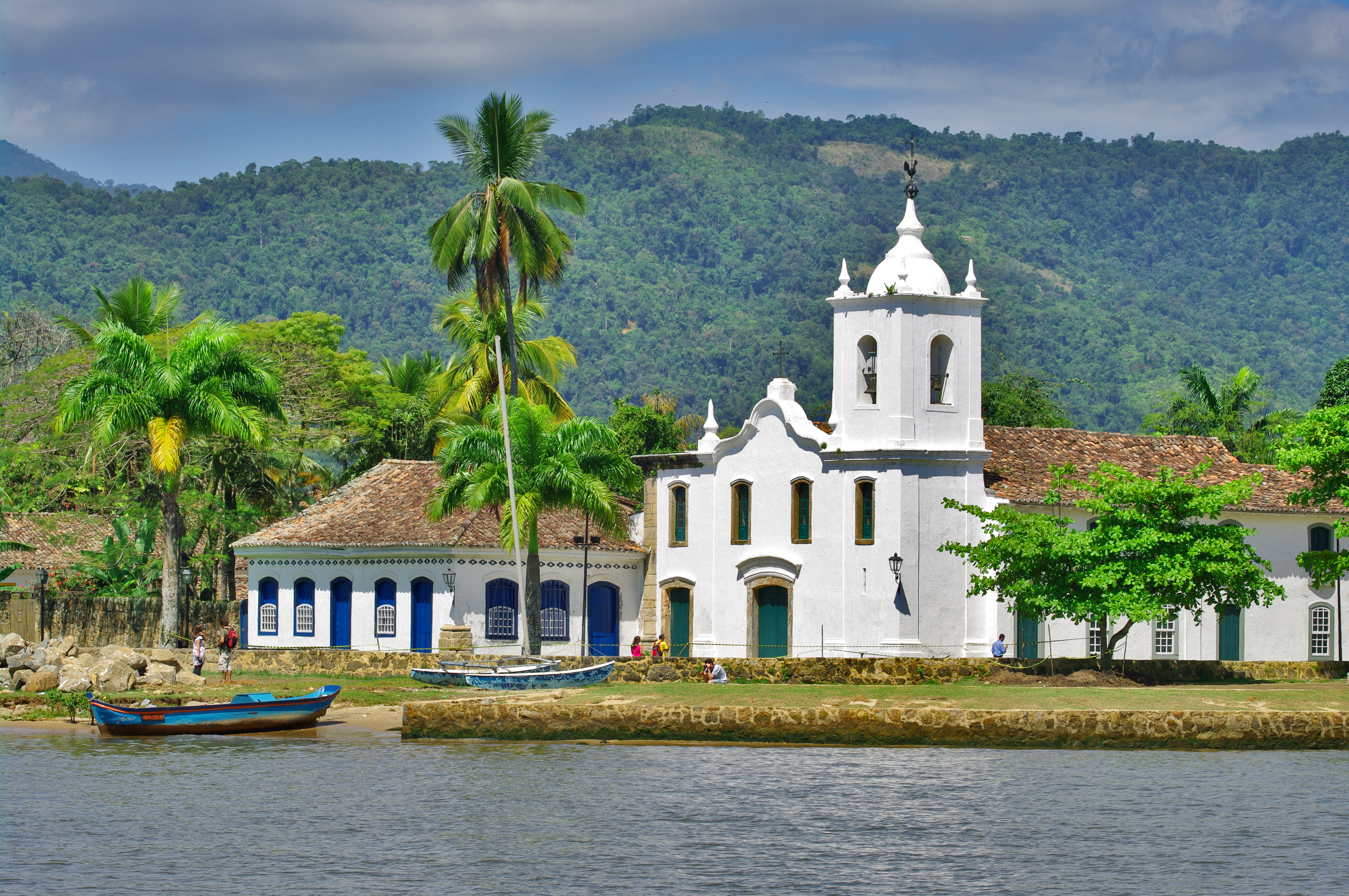
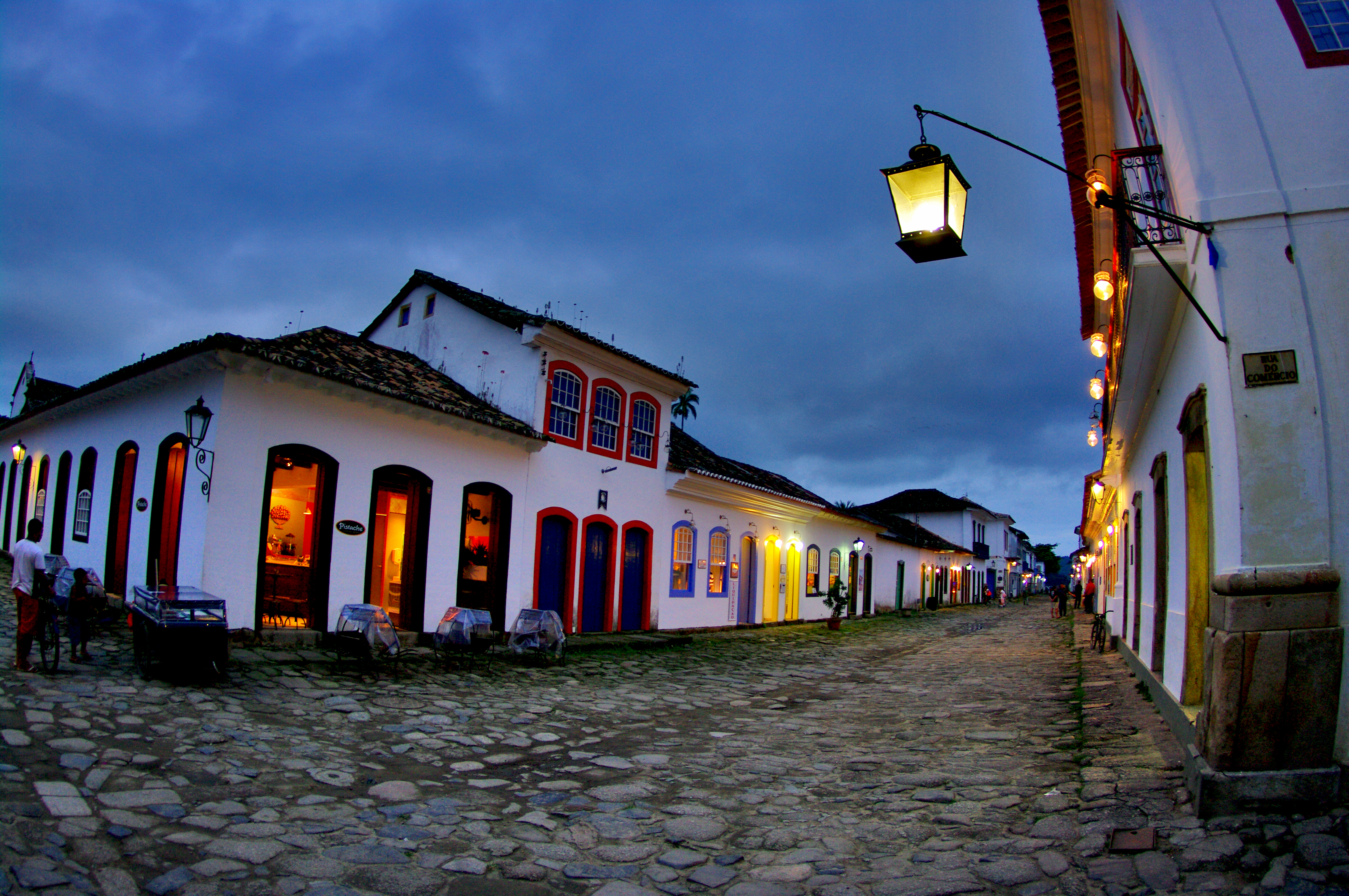
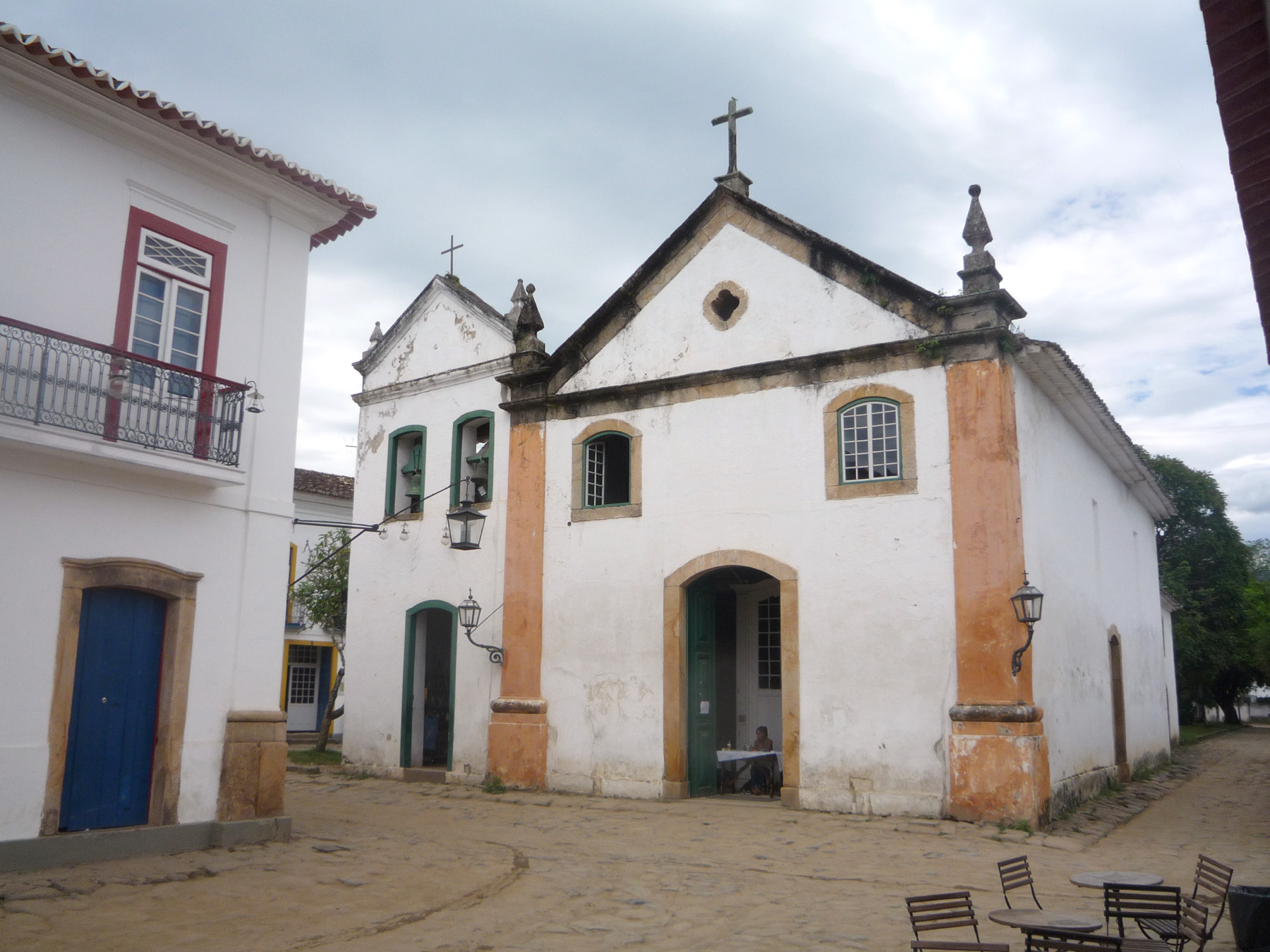
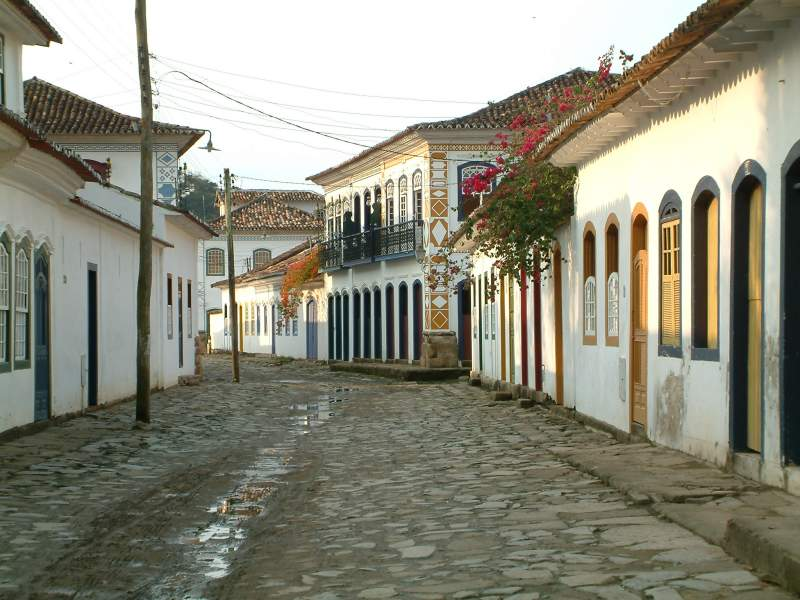